# Bad Wildungen
Bad Wildungen és una petita ciutat al nord de l'estat de Hessen, Alemanya.
La població a finals de 2016 era de 16.980 persones (141 per km quadrat). El municipi té una superfície de 120,10 km² i es troba a 275 msnm.
Les grans ciutats més properes són Kassel (a 35 km), Marburg (a 60 km) i Korbach (a 28 km).

## Ciutats germanes
Bad Wildungen està germanada amb les següents ciutats:
- Saffron Walden, Essex, Regne Unit des de 1986.

- Yichun, Heilongjiang, Xina des de 1988.
- Saint-Jean-de-Maurienne, departament de Savoia, França des de 1990.[2]